# Вайнленд
«Вайнленд» — постмодернистский роман 1990 года Томаса Пинчона, действие которого разворачивается в 1984 году, в Калифорнии, в год переизбрания Рональда Рейгана. Через воспоминания персонажей, чья молодость пришлась на 60-е, роман раскрывает тему репрессий Никсона и борьбы с наркотиками, показывая изменения в американской культуре с 1960 по 1980 годы.

## Название
Вайнленд, центральное место действия, вымышленный городок в Калифорнии, Долине Андерсона, возможно основан на Бунвиле. «Вайнленд» может быть игрой слов на Голливуд, отсылкой к первому поселению викингов в Северной Америке, или намеком на Андрея Винлендера, персонажа Владимира Набокова из «Ады». Согласно другому мнению, название позаимствовано у города Вайнленд в Нью-Джерси, или «Vinland the Good» из поэмы Фрэнка О`Хары. В любом случае самая очевидная ассоциация с названием относится к виноградарскому региону Wine Country в Калифорнии.

## Сюжет
Действие разворачивается в 1984 году, в Калифорнии, в год переизбрания Рональда Рейгана. После сцены, в которой экс-хиппи Зойд Виллер выбрасывается в окно, что он вынужден делать регулярно для получения чеков по состоянию психического здоровья, действие перемещается к агенту Броку Вонду, который заставляет Зойда и его 14 летнюю дочь Преири съехать из дома. Они скрываются от Брока и Гектора Зунига (федерала из отдела по борьбе с наркотиками, которого Зойд подозревает в сговоре с Броком) со старым другом Зойда, который рассказывает недоумевающей Преири о причинах действий Брока.
Это тесно связано с историей Френези Гейтс, матери Преири, которую та никогда не встречала. В 60-е, разгар эры хиппи, вымышленный колледж College of the Surf провозгласил себя независимой от США территорией, населенный хиппи и курильщиками марихуаны, назвав себя People’s Republic of Rock and Roll (PR³). Брок Вонд, работающий в DEA, был назначен дискредитировать PR³ и завербовать Френези в сообщники. Она была членом «24fps», команды режиссёров-активистов (другие члены которой рассказывают Преири историю в настоящем, которые искали и документировали доказательства фашистских действий против свободы и идеалов хиппи). Френези неконтролируемо тянуло к Броку, и в результате она становится двойным агентом, и по факту несёт ответственность за убийство лидера PR³, Вида Атмана (профессора математики, чья личность по воле случая стала культовой).
Её предательство вынудило её пуститься в бега и жить под защитой Брока до настоящего времени. Теперь же она пропала без вести. Члены 24fps, Брок Вонд, и Гектор Зунига разыскивают её по разным причинам. Идея книги о вездесущности телевидения, приходит в голову, когда Гектор, зависимый от телевидения, на самом деле не работающий с Броком, находит средства для создания кино, рассказывающего всю правду о противостоянии 60-х с Френези Гейтс в главной роли, что позволило бы сделать её звездой и обезопасить от преследования. Команда 24fps находит Френези и достигают цели познакомить её с собственной дочерью, Преири, что завершает воссоединение огромной семьи Френези. Вид Атман также на нём присутствует, уже в качестве одного из танатоидов, людей, которые «вроде как мертвы, но по-другому».
Брок, почти всемогущий за счет средств DEA, находит Преири при помощи вертолета наблюдения и пытается схватить её, чтобы добраться до Френези, но в то время как он парит над ней на веревочной лестнице, правительство резко сокращает финансирование из-за потери интереса в финансировании войны с наркотиками, и его пилот летит прочь. Позднее он пытается выйти на Преири и Френези снова, но в конечном итоге оказывается на проселочной дороге, где его приканчивают мстительные механики, знакомые 24fps. Воссоединение семьи позволяет каждому связать все концы вместе, и книга заканчивается взглядом Преири в будущее, не связанное ношей прошлого.

## Техника
В романе четко прослеживается почерк Пинчона. Начиная с камео Мучо Мааса (из «Выкрикивается лот 49»), заканчивая странным эпизодом, намекающим на «Годзиллу». Также роман изобилует женщинами-ниндзя, астрологами, курильщикам марихуаны, зависимыми от телевидения, музыкальными интерлюдиями (в том числе песня из Smurfs) и, естественно, метафорами из Star Trek.